# 呉乞買
呉乞買（ウキマイ）は、金の第2代皇帝。劾里鉢の四男で、太祖阿骨打の同母弟。長兄は烏雅束（ウヤス）。伯父は劾者（ヘテェ、劾里鉢の長兄、烏古廼の庶長子）。叔父は高宗盈歌。子の阿魯（アル、漢名は宗本）ら数名の息子がいる。

## 生涯
兄の阿骨打が存命中はその補佐に当たり、兄の死後に第2代皇帝として即位した。即位後、兄が北宋と結んだ盟約に従って遼を攻撃し、天会3年（1125年）に最後の皇帝天祚帝を捕らえてその命脈を絶ち、内モンゴルを支配下に置いた（遼の滅亡）。だが、太宗は寛大で人格者だった太祖と違い、勇猛果敢で果断や実行力に富んだ性格のために、燕雲十六州の奪還を目指す宋軍が燕雲地方に駐留する金軍を牽制する動きの情報を知ると激怒した。天会4年（1126年）、逸早く直ちに北宋との戦端を開いて首都の開封を包囲した。この戦役は宋軍がよく持ち堪えたため呉乞買は宋の欽宗と講和を結び、引き揚げた。だが、宋が再び盟約で約束されていた歳貢も滞ったため天会5年（1127年）に再び宋を攻めて開封を陥落させ、欽宗とその父で上皇の徽宗を北へと連れ去って北宋を滅ぼした。また、この時、北宋の皇后（欽宗の皇后朱氏や徽宗の皇后鄭氏を含む）・皇女・女官達・女性数千人も同様に拉致した。一部の捕虜女性（高宗の母の韋氏を含む）は金の官設の売春施設である洗衣院に入れられて、性的奉仕を強要された（靖康の変）。
外モンゴルに逃れた遼の宗族の耶律大石が中央アジアに逃れた後は、モンゴル高原に対しても勢力を伸ばし、隣接する西夏や高麗に対しても圧力をかけて服属させた。太宗の代に金は版図を急速に拡大し、国力を著しく増強させた。
しかし、いまだ部族制の原理がよく残った女真社会において太宗の権力基盤は完全なものではなく、子の阿魯ら自分の血筋への世襲は同族の長老らの猛反対を受けたので、やむなく兄の太祖の嫡孫にあたる合剌を皇太子とした。

## 宗室

### 妻妾
- 欽仁皇后 唐括氏

### 子
- 蒲魯虎
- 胡魯
- 阿魯補
- 阿魯帯
- 斛魯補
- 斛沙虎
- 阿隣
- 阿魯
- 鶻懶
- 胡里甲
- 神土門
- 斛孛束
- 斡烈
- 鶻沙